# Georg Heinrich Borz
Georg Heinrich Borz (Engelstein/Kreis Angerburg, Prússia Oriental, 21 de março de 1714 – Leipzig, 31 de janeiro de 1799) foi um matemático alemão.

## Formação e carreira
Depois de estudar inicialmente em Königsberg, Danzig e Halle (Saale), mudou-se para Leipzig em 1742, onde continuou seus estudos. Em 1763 foi professor associado de matemática na Universidade de Leipzig. Após a morte de Gottfried Heinsius Borz tornou-se professor titular de matemática na Universidade de Leipzig em 1769. Ocupou este cargo até sua morte em 1799. Em 1772, 1780 e 1786 foi reitor da universidade.
Borz foi o primeiro a apresentar aulas em Leipzig sobre cálculo diferencial e integral. Também trabalhou em aplicações práticas da matemática, incluindo dentre outros mecânica e astronomia. Junto com Carl Friedrich Hindenburg (1741-1808), Borz iniciou o estabelecimento do observatório universitário em Leipzig. Borz foi membro fundador e primeiro presidente da Fürstlich Jablonowskische Gesellschaft der Wissenschaften em Leipzig. Também fo várias vezesi decano da Faculdade de Filosofia.